# Lacul Hume
Lacul Hume este unul dintre cele mai mari lacuri de acumulare din Australia. El este situat pe cursul lui Murray River, la granița dintre statul Victoria și  New South Wales. Lacul are mai multe ramificații, ramificația principală situat în direcția lui Murray are 40 de km lungime. Numele barajului este dat după exploratorul australian Hamilton Hume (1797-1873) care a cercetat regiunea.